# Taeromys hamatus
Taeromys hamatus — вид пацюків (Rattini), що живе лише в центрі Сулавесі, Індонезія, на горах Лехіо, Каніно та Нокілалакі.

## Морфологічна характеристика
Довжина голови й тулуба 180–213 мм, довжина хвоста 177–205 мм, довжина лапи 42–46 мм і довжина вух 24–25 мм і вага до 220 грамів. Волосяний покрив м'який і щільний. Верхні частини темно-сірі з жовто-коричнюватими відблисками, а черевні частини сіро-жовтуваті. Вуса довгі. Ноги чорнувато-коричневі з білими пальцями. Хвіст коротший за голову і тіло, коричнювато-чорний з білим кінчиком.

## Середовище проживання
Цей маловідомий вид відомий лише з кількох гірських місцевостей (Гунунг Лехіо, Гунунг Каніно та Гунунг Нокілалакі) в центрі Сулавесі, Індонезія. У центральних гірських районах він може бути більш поширеним. Цей наземний вид зустрічається в первинних гірських тропічних вічнозелених лісах на висоті від 1280 до 2287 метрів. Невідомо, чи може вид зберігатися в порушених або змінених місцях існування.

## Загрози й охорона
Загрози для цього виду невідомі. Їй може загрожувати вирубка лісів, якщо це відбувається на південь від відомого ареалу. Він проживає в національному парку Лоре Лінду.